# Glitterbug
Glitterbug — третий студийный альбом британской группы The Wombats, выпущенный 6 апреля 2015 года. Первый сингл с альбома, «Your Body Is a Weapon», был выпущен на iTunes 2 октября 2013 года в Великобритании и 3 декабря 2013 года в США. В поддержку альбома группа отправилась в Glitterbug тур по Европе, США и Австралии.

## Список композиций
Все тексты написаны The Wombats.
| №   | Название                | Длительность |
| --- | ----------------------- | ------------ |
| 1.  | «Emoticons»             | 4:19         |
| 2.  | «Give Me a Try»         | 3:48         |
| 3.  | «Greek Tragedy»         | 3:29         |
| 4.  | «Be Your Shadow»        | 3:35         |
| 5.  | «Headspace»             | 3:54         |
| 6.  | «This Is Not a Party»   | 2:59         |
| 7.  | «Isabel»                | 3:29         |
| 8.  | «Your Body Is a Weapon» | 3:57         |
| 9.  | «The English Summer»    | 2:36         |
| 10. | «Pink Lemonade»         | 3:46         |
| 11. | «Curveballs»            | 3:39         |

| №   | Название                 | Длительность |
| --- | ------------------------ | ------------ |
| 12. | «Sex and Question Marks» |              |
| 13. | «Flowerball»             |              |

| №  | Название                         | Длительность |
| -- | -------------------------------- | ------------ |
| 1. | «Right Click Save»               |              |
| 2. | «21st Century Blues»             |              |
| 3. | «Wired Differently»              |              |
| 4. | «Greek Tragedy (Bastille Remix)» |              |